# The Ark (teleserie)
The Ark es una teleserie estadounidense de ciencia ficción creada por Dean Devlin y Jonathan Glassner, que también son los showrunners de la serie. El 1 de febrero de 2023 se estrenó en el canal Syfy y la primera temporada consta de doce episodios. Los principales protagonistas de la serie son Christie Burke, como la teniente Sharon Garnet, convertida de facto en la capitana de una nave espacial interestelar tras un desastre a bordo; Reece Ritchie, Richard Fleeshman, Stacey Michelle Read, Ryan Adams, Pavle Jerinić, Shalini Peiris, Christina Wolfe y Tiana Upcheva. En abril de 2023, la serie fue renovada para una segunda temporada.

## Premisa
Cien años en el futuro, una nave espacial de transporte, la Ark One, lleva a un grupo de potenciales colonos desde un planeta Tierra devastado a un nuevo hogar, Proxima Centauri b. La nave sufre un suceso catastrófico que acaba con la vida de casi toda la tripulación técnica y de todos los oficiales superiores de la nave. Los supervivientes deben trabajar para reorganizarse para mantener la nave y el rumbo para llegar a su destino.
La premisa inicial es similar a la planteada en la serie de los años 1970 The Starlost; en la misma se lanzaba una nave espacial multigeneracional llamada Earthship Ark para permitir a los pasajeros escapar de una Tierra moribunda. Más de 100 años después del viaje, ocurre un accidente inexplicable y la nave entra en modo de emergencia. Los supervivientes tienen que descubrir cómo pilotar la nave espacial de forma segura.

## Reparto y personajes

### Principal
- Christie Burke como la teniente Sharon Garnet,[3] uno de los tres miembros restantes de la tripulación de mayor rango y el capitán de facto de la nave después del desastre.
- Reece Ritchie como el teniente Spencer Lane,[3] uno de los tres miembros restantes de la tripulación de mayor rango; sospecha del liderazgo de Garnet
- Richard Fleeshman como el teniente James Brice,[3] uno de los tres miembros restantes de mayor rango de la tripulación y un autoproclamado "experto en navegación" que ahora tiene que asumir otras tareas después del desastre.
- Stacey Read como Alicia Nevins,[3] una ingeniera en gestión de residuos con habilidades de codificación que es ascendida a jefa de soporte vital.
- Ryan Adams como Angus Medford,[3] un granjero y joven de horticultura de 4-H cuyas tareas incluyen el desarrollo de cultivos en la posible colonia.
- Pavle Jerinić[4] como Felix Strickland, jefe interino de control de seguridad
- Shalini Peiris[4] como el Dr. Sanjivni Kabir, el único médico que queda en el personal médico.
- Christina Wolfe[4] como la Dra. Cat Brandice, una estrella de las redes sociales y "especialista en relaciones televisivas" a quien Garnet ordena que sea la jefa de salud mental de la nave.
- Tiana Upcheva[4] como Eva Markovic, jefa interina de mantenimiento, ingeniería y construcción

### Recurrentes
- Lisa Brenner como la teniente comandante Susan Ingram, una oficial militar de carrera,[4] que habría sido la oficial superior de la tripulación superviviente.
- Miles Barrow como Baylor Trent, alférez y protegido de Ingram.
- Dominik Čičak como Harris Beckner, miembro del equipo de ingeniería de Eva y su amante secreto.
- Chris Leask como Jasper Dades, un miembro de la tripulación que guarda un secreto.
- Paul Murray como el inventor del Arca William Trust.
- Mercedes De La Cruz como Helena Trust, la esposa de William.
- Samantha Glassner como Kelly Fowler, una superviviente de Ark 3.
- Jelena Stupljanin como Evelyn Maddox, la rival de Trust.

## Episodios
| N.º en serie | N.º en temp. | Título                               | Dirigido por      | Escrito por       | Fecha de emisión original |
| ------------ | ------------ | ------------------------------------ | ----------------- | ----------------- | ------------------------- |
| 1            | 1            | «Everyone Wanted to Be on This Ship» | Dean Devlin       | Dean Devlin       | 1 de febrero de 2023      |
| 2            | 2            | «Like It Touched the Sun»            | Milan Todorović   | Jonathan Glassner | 8 de febrero de 2023      |
| 3            | 3            | «Get Out and Push»                   | Milan Todorović   | John-Paul Nickel  | 15 de febrero de 2023     |
| 4            | 4            | «We Weren't Supposed to Be Awake»    | Sandra Mitrović   | Rebecca Rosenberg | 22 de febrero de 2023     |
| 5            | 5            | «One Step Forward, Two Steps Back»   | Sandra Mitrović   | Kendall Lampkin   | 1 de marzo de 2023        |
| 6            | 6            | «Two by Two»                         | Milan Todorović   | Jonathan Glassner | 8 de marzo de 2023        |
| 7            | 7            | «A Slow Death Is Worse»              | Milan Todorović   | John-Paul Nickel  | 15 de marzo de 2023       |
| 8            | 8            | «Every Single Person Matters»        | Orsi Nagypal      | Kendall Lampkin   | 22 de marzo de 2023       |
| 9            | 9            | «The Painful Way»                    | Orsi Nagypal      | John-Paul Nickel  | 29 de marzo de 2023       |
| 10           | 10           | «Hoping for Forever»                 | Sandra Mitrović   | Jonathan Glassner | 5 de abril de 2023        |
| 11           | 11           | «The Last Thing You Ever Do»         | Milan Todorović   | Rebecca Rosenberg | 12 de abril de 2023       |
| 12           | 12           | «Everybody Wins»                     | Jonathan Glassner | John-Paul Nickel  | 19 de abril de 2023       |

## Producción
The Ark pasó directamente a la serie a finales de enero de 2022 con un pedido de 12 episodios de SyFy . La fotografía principal comenzó en PFI Studios en Belgrado, Serbia, en marzo de ese año. Dean Devlin y Jonathan Glassner actúan como showrunners y productores.
En marzo de 2022, se anunció que se había establecido el elenco habitual de la serie, con Christie Burke interpretando a la teniente Sharon Garnet, junto con Richard Fleeshman, Reece Ritchie, Stacey Read y el recién llegado Ryan Adams. En abril de 2022, se anunció que Lisa Brenner sería una estrella invitada recurrente, interpretando a la comandante Susan Ingram, con Christina Wolfe, Shalini Peiris, Miles Barrow, Pavle Jerinić y Tiana Upcheva también recurrentes.
El 12 de abril de 2023, Syfy renovó la serie para una segunda temporada.

## Emisión y presentación
El avance de la serie se lanzó en diciembre de 2022. Se estrenó en Syfy el 1 de febrero de 2023, y los episodios se transmitirán al día siguiente en Peacock.